# Батишта
Кирилл Батишта (настоящее имя — Кирилл Петров; род. 19 июля 1983, Чебоксары, РСФСР, СССР) — российский автор-исполнитель, бывший участник музыкальной группы «Банд’Эрос».

## Биография
Родился 19 июля 1983 года в Чебоксарах. В 2006 году окончил Московский институт электроники и математики, факультет информатики и телекоммуникаций, при этом все свободное время посвящал репетициям и выступлениям в составе группы «Банд’Эрос».
В мае 2011 года покидает группу, после чего уходит в сольное плавание, выпуская как собственные работы, так и дуэты, в том числе принимает активное участие в различных телевизионных проектах.
Так, в 2013 году состоялась премьера шоу «Универсальный артист», на котором Кирилл Батишта исполнил сингл Тома Джонса «Sex bomb», получивший отрицательный отзыв Лаймы Вайкуле.

## Чарты и рейтинги
- В 2006 году портал Rap.ru внёс Батишту в список «Топ-10 самых перспективных рэперов страны»[16].